# Cordylophora solangiae
Cordylophora solangiae is een hydroïdpoliep uit de familie Cordylophoridae. De poliep komt uit het geslacht Cordylophora. Cordylophora solangiae werd in 1967 voor het eerst wetenschappelijk beschreven door Redier. 